# Kataklizma
Beseda kataklizma označuje ogromno in nekontrolirano katastrofo, ki bi popolnoma spremenila svet, kot ga poznamo danes. 

Ni pa nujno tudi, da bi izbrisala vse sledi življenja in uničila naš planet in svet na splošno, saj kataklizma še ne pomeni konca sveta.

## Značilnosti
Za razliko od apokalipse, ki pomeni konec sveta pa beseda kataklizma pomeni samo ogromno katastrofo, ki bi za sabo pustila nepopravljive posledice.

Druga ključna razlika je v tem, da ima apokalipsa po navadi verske motive (npr. sodni dan), kataklizma pa večinoma ni povezana z religijo in temelji na z znanostjo podprtih scenarijih in napovedih.

## Oblike
Kataklizma bi se lahko zgodila na več različnih možnih načinov. Najpogosteje omenjeni in prikazani scenariji so:
1. Poplava, ki bi prekrila večino sveta z vodo. Uničenih bi bilo večino večino mest na zemljinem površju. Povzročilo naj bi jo taljenje ledenikov zaradi globalnega segrevanja ozračja
2. Suša, ki bi iz površja sveta izbrisala vse sledi vode. Ohranili naj bi se samo vodni viri globoko pod površjem zemlje. Vzrok za sušo je ponovno v segrevanju ozračja
3. Jedrska vojna, posledica katere bi bilo sevanju po celotni površini zemlje. Preživeli naj bi samo tisti, ki bi se umaknili pod zemljo.
4. Meteorit, tako velik, da bi bil njegov trk v zemljo uničujoč. Preživele naj bi samo redke oblike življenja